# Yvon Fournier
Yvon Fournier (24 mai 1922 à Grandes-Piles, Québec - 28 août 2016 à Trois-Rivières) est un homme d'affaires canadien (québécois). Propriétaire d'une entreprise d'émondage, c'est l'un des premiers Québécois à considérer la valeur esthétique des arbres en milieu urbain. 

## Biographie
Yvon Fournier naît en 1922 à Grandes-Piles au Québec. Fils d'un trappeur et agriculteur, il commence à travailler très jeune pour payer les études de son frère, pratique courante à l'époque. 
En 1951, il lance une pépinière. Quelques années plus tard, il se tourne vers l'émondage puis obtient un important contrat de la Shawinigan Water and Power Company. Lorsque cette dernière sera absorbée par Hydro-Québec, l'entreprise de Fournier verra son chiffre d'affaires augmenter significativement à la suite d'un important verglas dans les années 1960. À son apogée, le Groupe Fournier compte plus de 600 salariés, près de 250 camions et offre ses services à Toronto comme dans les provinces maritimes du Canada.
« Il ne coupait jamais un arbre pour rien. S'il devait le faire, il en replantait un autre. Il en a sauvé des centaines de milliers et en a planté tout autant. » C'est pendant l'épisode de la maladie de l'orme au Québec, dans les années 1960, qu'il comprend l'importance de la « diversité ornementale ». En 1978, il est président de l’International Society of Arboriculture (IAS, Société internationale d'arboriculture) ; c'est le premier Québécois francophone à occuper ce poste. En 1986, il reçoit le l’Award of Merit de l'ISA, la plus haute distinction pouvant être remise à un membre. En 1992, il reçoit la médaille du 125e anniversaire du Canada du ministère de l'Environnement du Canada. En 2011, la ville de Trois-Rivières inaugure le parc Yvon-Fournier en son honneur.
Yvon Fournier meurt le 28 août 2016.